# Colostygia nubilata
Colostygia nubilata är en fjärilsart som beskrevs av Tutt 1896. Colostygia nubilata ingår i släktet Colostygia och familjen mätare. Inga underarter finns listade i Catalogue of Life.